# Paulianina silva
Paulianina silva är en tvåvingeart som beskrevs av Elisabeth K. Stuckenberg 1959. Paulianina silva ingår i släktet Paulianina och familjen Blephariceridae.
Artens utbredningsområde är Madagaskar. Inga underarter finns listade i Catalogue of Life.